# Taner Yıldız (Politiker)

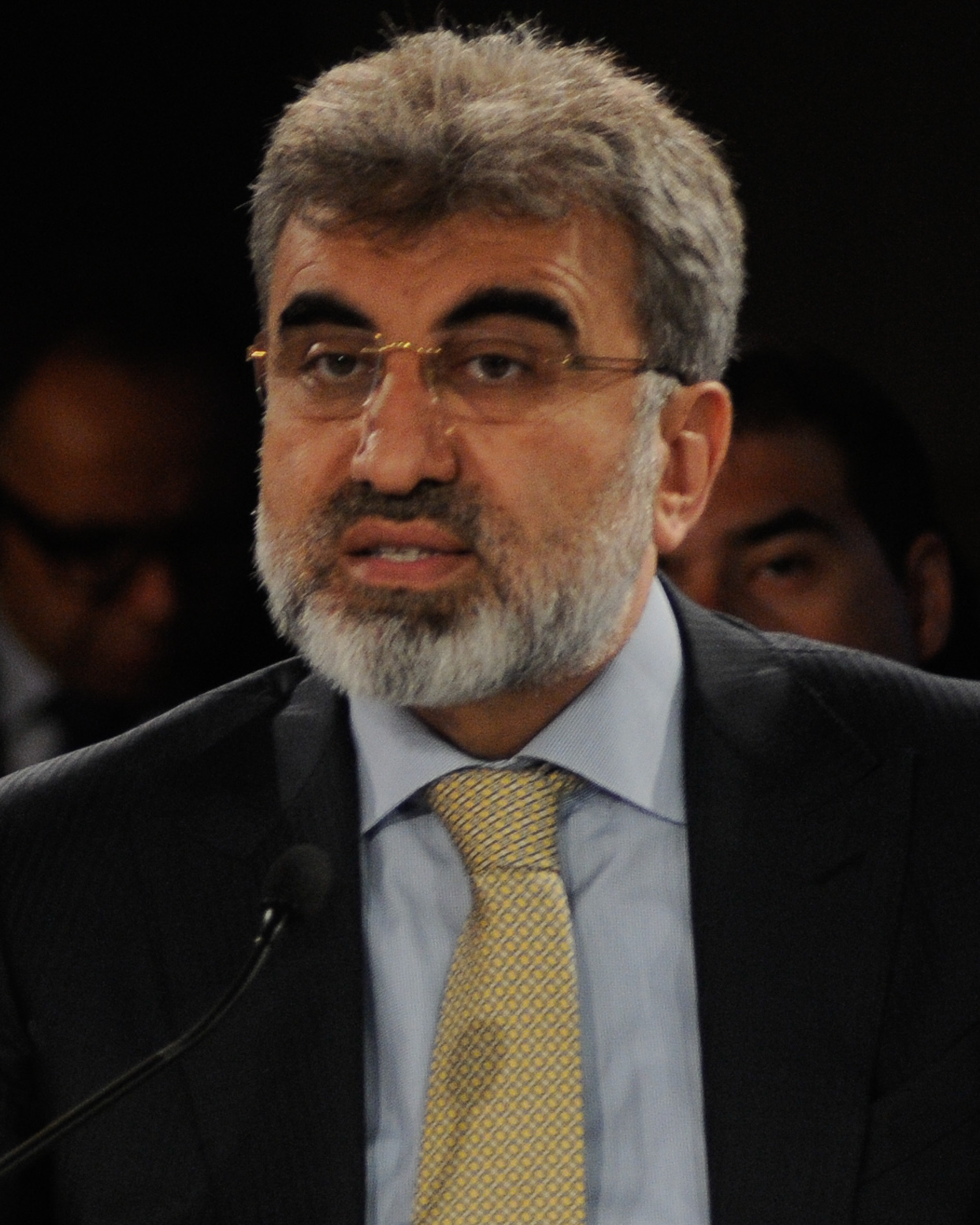
Taner Yildiz, 2012

Taner Yıldız (* 3. April 1962 in Devecipınar, Boğazlıyan) ist ein türkischer Politiker der Adalet ve Kalkınma Partisi.

## Leben
Die Familie Yıldız stammte ursprünglich aus Kayseri. Durch den Beruf des Vaters lebte Yıldız die ersten zehn Jahre in der Provinz Yozgat. Das Gymnasium besuchte er in Kayseri. Yıldız studierte Elektrotechnik an der İstanbul Teknik Üniversitesi. 2002 wurde er erstmals in das türkische Parlament gewählt. Yıldız arbeitete als Berater für Energiefragen für Premierminister Recep Tayyip Erdoğan. Zum 1. Mai 2009 wurde Yıldız Energieminister der Türkei.
Er war als solcher Mitglied folgender Kabinette:
- Kabinett Erdoğan II
- Kabinett Erdoğan III (6. Juli 2011 bis zum 28. August 2014)
- Kabinett Davutoğlu I (29. August 2014 bis zum 28. August 2015)

Im Kabinett Davutoğlu II (28. August bis zum 24. November 2015) wurde Ali Rıza Alaboyun Energieminister, im Kabinett Davutoğlu III Berat Albayrak.
Yıldız ist verheiratet und hat vier Kinder.